# Rangia (ort i Indien)
Rangia är en ort i Indien.   Den ligger i distriktet Kāmrūp och delstaten Assam, i den östra delen av landet, 1 400 km öster om huvudstaden New Delhi. Rangia ligger 62 meter över havet och antalet invånare är 26 388.
Terrängen runt Rangia är mycket platt. Runt Rangia är det tätbefolkat, med 369 invånare per kvadratkilometer. Närmaste större samhälle är Nalbāri, 17,2 km väster om Rangia. Trakten runt Rangia består till största delen av jordbruksmark.